# Martina Capdevila Barbany
Martina Capdevila Barbany (geboren am 19. September 2001 in Granollers) ist eine spanische Handballspielerin, die auf der Spielposition Rückraum Mitte eingesetzt wird.

## Vereinskarriere
Martina Capdevila begann im Alter von sieben Jahren mit dem Handballspiel beim Club Balonmano Granollers. Bis zu ihrem 13. Lebensjahr spielte sie neben Handball auch erfolgreich Tennis, dann begann sie eine Sportausbildung an der Residència Joaquim Blume und konzentrierte sich voll auf den Handballsport.
Sie debütierte im Alter von 17 Jahren in der Saison 2018/19 mit der ersten Mannschaft des Vereins aus Granollers, der unter dem Namen KH-7 BM. Granollers antritt, in der División de Honor („Liga Guerreras Iberdrola“), der obersten spanischen Spielklasse. Im März 2022 verlängerte sie ihren Vertrag in Granollers um zwei Jahre bis 2024, im März 2024 um ein weiteres Jahr bis Juni 2025. Ab dem Jahr 2024 war sie Mannschaftskapitän des Teams. In der Spielzeit 2024/25 der Liga Guerreras war sie mit ihren 177 erzielten Toren die erfolgreichste Torwerferin der Saison (Phase 1). Nach der Saison wird sie BM Granollers, für den sie 16 Jahre gespielt hat, verlassen.
Zum Sommer 2025 war ein Wechsel zum französischen Erstligisten Mérignac Handball angekündigt. Da Mérignac im Sommer 2025 aufgrund seiner finanziellen Situation in die dritthöchste französische Spielklasse zwangsabsteigen musste, verblieb sie bei KH-7 BM. Granollers.
Mit dem Verein aus Granollers spielte Capdevila auch in europäischen Vereinswettbewerben der Europäischen Handballföderation (EHF): Im EHF Challenge Cup der Saison 2019/20 sowie im Nachfolgewettbewerb EHF European Cup der Saison 2020/21 und der Saison 2023/24.

## Auswahlmannschaften
Capdevila wurde von Juli 2016 bis Oktober 2022 auch in Spielen der spanischen Auswahlmannschaften der Real Federación Española de Balonmano (RFEBM) eingesetzt.
Am 25. November 2016 stand sie erstmals für die Jugendnationalmannschaft auf dem Feld. Sie nahm an der U-18-Weltmeisterschaft 2018 (8. Platz) teil. Insgesamt wurde sie bis August 2018 in 16 Spielen der Jugendauswahl eingesetzt und warf 23 Tore.
Ab November 2018 lief sie mit den Juniorinnen auf. Sie spielte mit dieser Auswahl auch bei der U-19-Europameisterschaft 2019 (11. Platz). Bis November 2019 lief sie in 13 Spielen auf und warf 20 Tore für Spanien.
Im Jahr 2022 bestritt sie bei einem Vier-Länder-Turnier in Rumänien drei Spiele für die A-Auswahl Spaniens, sie debütierte am 29. September 2022 gegen Serbien. Capdevila erzielte bei diesem Turnier ein Tor.

## Ehrungen
Capdevila wurde im März 2019 als beste Nachwuchssportlerin Granollers’ des Jahres 2018 ausgezeichnet.

## Privates
Capdevilas Großvater Joan Barbany (1927–2010) und dessen Bruder Eduard Barbany (1920–2023), ihre Mutter Gemma Barbany (* 1961) ihre Schwester Joana Capdevila, ihr Bruder Pol Capdevila (* 1990) spielten ebenfalls Handball in Granollers.
Sie studierte Kommunikation an der Universität Vic und begann anschließend mit einem Masterstudium an der Universitat Oberta de Catalunya.